# Tehla
Tehla és un poble i municipi d'Eslovàquia que es troba a la regió de Nitra, al sud-oest del país. El 2011 tenia 525 habitants.

## Història
La primera menció escrita de la vila es remunta al 1251.

## Demografia
| Godina             | 1994 | 2004   | 2014   | 2024   |
| ------------------ | ---- | ------ | ------ | ------ |
| Nombre de persones | 570  | 557    | 516    | 489    |
| Diferència         |      | −2,28% | −7,36% | −5,23% |

| Godina             | 2023 | 2024   |
| ------------------ | ---- | ------ |
| Nombre de persones | 480  | 489    |
| Diferència         |      | +1,87% |